# Cerkev Marijinega imena, Ruše

Cerkev Marijinega imena je župnijska cerkev Župnije Ruše in stoji v središču Ruš. 

## Zgodovina
O zgodovini božjepotne cerkve je pisal že domačin Jožef Avguštin Marian, ki je poučeval na ruški gimnaziji med 1730 in 1742. Ta je gradnjo cerkve pripisal zakoncema Edmundu in Irmengardi Weissegg, ki nista mogla imeti otrok, po zaobljubi Mariji pa naj bi Irmengarda rodila tri sinove in dve hčerki. V zahvalo naj bi zakonca na mestu stare in na pol podrte kapele v Rušah dala zgraditi prvo cerkev. Prvega junija 900 naj bi bil položen temeljni kamen, pet let kasneje naj bi bila cerkev dograjena. Da je že v 10. stoletju tu stala cerkev, je čisto mogoče, kljub natančnim podatkom pa po mnenju zgodovinarjev zgodba o prvem čudežu, začetku božje poti in gradnji prve cerkve sodi bolj med legende. Drugi vir o gradnji ali posvetitvi ruške cerkve bi lahko bil napis z letnico 1004 na gotskem vhodu, ki pa tudi ni izpričana v zgodovinskih virih in je bila zapisana verjetno šele ob proslavi osemstoletnice. 
Okolica Ruš je sodila v posestvo spanheimskih grofov, ki so ga leta 1091 podarili šentpavelskemu benediktinskemu samostanu na Koroškem. Tam se je ohranil tudi prvi pisni vir, ki govori o gradnji gotske »cerkve naše ljube gospe v Rušah«, leta 1387, v času opata Konrada Neuhauserja, zaradi vedno bolj znane romarske poti.

## Arhitektura
Obsegala je ladjo s stopniščnim stolpičem in sedmimi okni ter dve obočni poli dolg in petosminsko sklenjen prezbiterij. Po turškem uničenju leta 1532 so cerkev prenovili. V 17. stoletju so prizidali še štiri kapele, v začetku 18. stoletju so notranjost cerkve povsem baročno predelali ter okrasili s štukaturami in freskami.

## Cerkvena oprema
Ohranili so se trije oltarji. Glavni oltar je izdelal Janez Jakob Schoy. Hrbtišča nekdanjih kornih klopi so bila poslikana s podobami desetih apostolov. Takšna so se ohranila do danes.
Cerkev ima tudi 4 zvonove livarja Rudolfa Pernerja( narejeni po vzoru zvonov iz Cerkve v Razkrižju) 